# Новоукраинка (Скадовский район)
Новоукра́инка (укр. Новоукраїнка) — село в Скадовской городской общине Скадовского района Херсонской области Украины. Расположено на берегу Каланчакского лимана (залива).
В 2022 году, во время вторжения России в Украину, село было захвачено. На данный момент оккупировано ВС РФ.
Почтовый индекс — 75704. Телефонный код — 5537. Код КОАТУУ — 6524784503.

## Население
Население по переписи 2001 года составляло 495 человек.

### Языковой состав
Родной язык населения по данным переписи 2001 года:
| Язык       | Численность, чел. | Доля     |
| ---------- | ----------------- | -------- |
| Украинский | 476               | 96,16 %  |
| Русский    | 18                | 3,64 %   |
| Другое     | 1                 | 0,20 %   |
| Итого      | 495               | 100,00 % |

## Известные люди

### В селе родились
- Матвеев, Евгений Семёнович (1922—2003) — актёр, режиссёр, народный артист СССР (1974)

## Местный совет
75751, Херсонская обл., Скадовский р-н, с. Тарасовка, ул. Черноморская, 51